# Grote Scheldeprijs 1974
Il Grote Scheldeprijs 1974, sessantesima edizione della corsa, si svolse il 30 luglio per un percorso di 246 km, con partenza ed arrivo a Schoten. Fu vinto dal belga Marc Demeyer della squadra Carpenter-Confortluxe-Flandria davanti ai connazionali Julien Stevens e Englebert Opdebeeck.

## Ordine d'arrivo (Top 10)
| Pos. | Corridore           | Squadra                        | Tempo    |
| ---- | ------------------- | ------------------------------ | -------- |
| 1    | Marc Demeyer        | Carpenter-Confortluxe-Flandria | 5h30'00" |
| 2    | Julien Stevens      | Ijsboerke-Colner               | s.t.     |
| 3    | Englebert Opdebeeck | Watney-Maes Pils               | s.t.     |
| 4    | Willy Planckaert    | Ijsboerke-Colner               | s.t.     |
| 5    | Rik Van Linden      | Ijsboerke-Colner               | s.t.     |
| 6    | Frans Verbeeck      | Watney-Maes Pils               | s.t.     |
| 7    | Herman Vrijders     | M.I.C.-Ludo-De Gribaldy        | s.t.     |
| 8    | Roy Schuiten        | Ti-Raleigh                     | s.t.     |
| 9    | Piet van Katwijk    | Frisol-Flair Plastics          | s.t.     |
| 10   | Roger Rosiers       | Molteni                        | s.t.     |